# La segunda oportunidad (obra de teatro)
La segunda oportunidad (Chapter Two, en su título original) es una obra de teatro de Neil Simon, que data de 1977 y estrenada en España en 1985.

## Argumento
La obra nos muestra la historia de una pareja. Él, Robert Schneider, novelista, se ha quedado viudo tras doce años de un matrimonio perfectamente feliz. Ella, Maggie Malone, divorciada tras ocho años de terrible matrimonio. Ambos, por casualidades del destino, se conocen, y acabaran lanzándose a un matrimonio, en el cual deberán superar sus pesadillas pasadas en el caso de ella y la idealización de una gran mujer y un fabuloso matrimonio en él. Asimismo, y en contrapunto a esta pareja, la obra dispone, de otros dos personajes, Leo y Carol. Él es el hermano de Robert, al que no para de buscarle una nueva mujer. Ella es la amiga íntima de Maggie, una mujer adúltera, y que pondrá sus ojos en Leo.

## Estreno
- Teatro Infanta Isabel, Madrid, 26 de septiembre de 1985.
  - Dirección: Arturo Fernández.
  - Escenografía: Ana María Vilá y F. Viñas.
  - Intérpretes: Arturo Fernández (Robert), Paula Martel (Maggie), Rosa Valenty (Carol), Manuel Zarzo (Leo).